# Échauffement (sport)
Pour l’article homonyme, voir Échauffement.
 (juin 2011).
Si vous disposez d'ouvrages ou d'articles de référence ou si vous connaissez des sites web de qualité traitant du thème abordé ici, merci de compléter l'article en donnant les références utiles à sa vérifiabilité et en les liant à la section « Notes et références ».

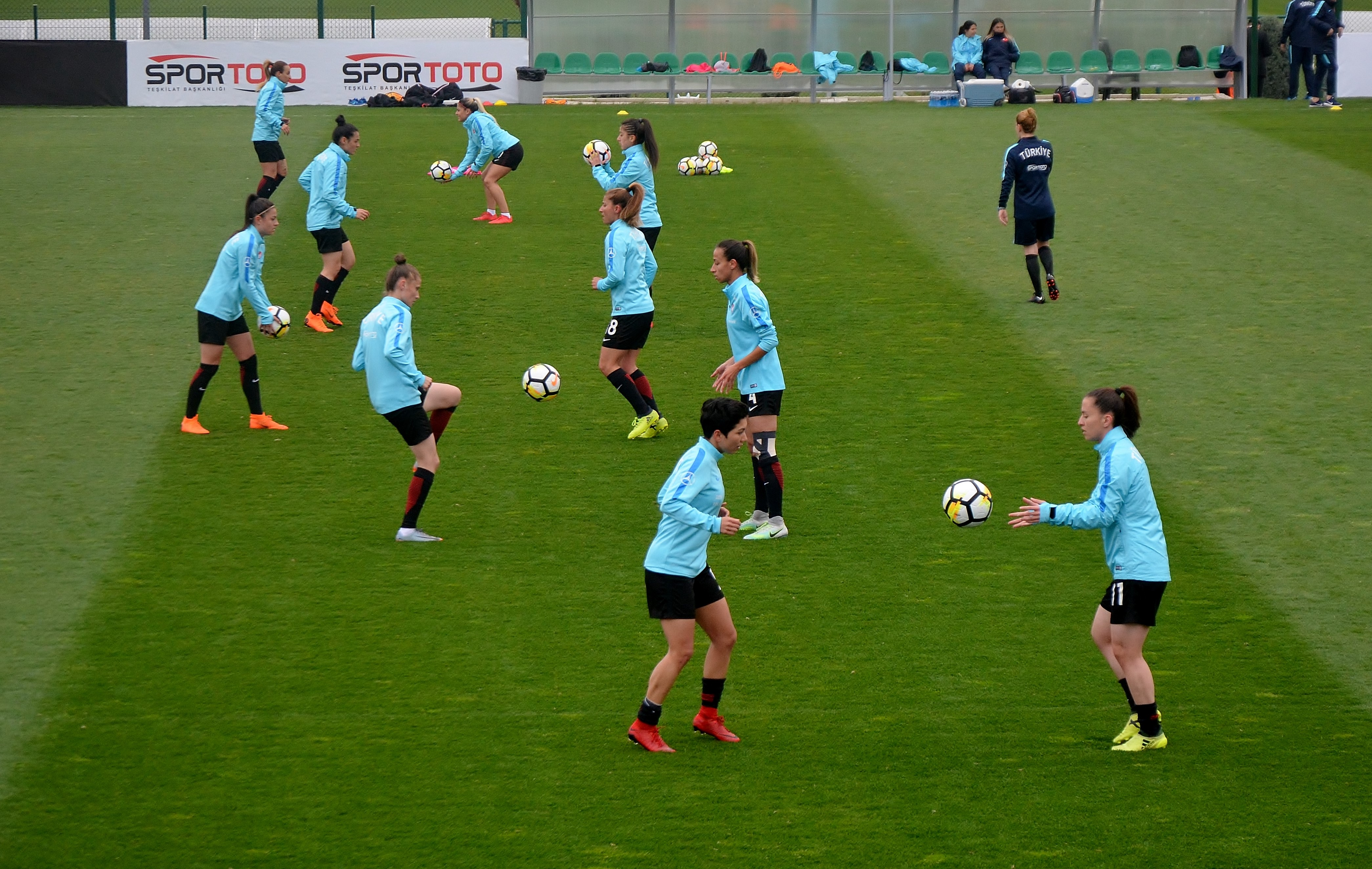
L'équipe de Turquie féminine de football à l'échauffement en 2018.

En sport, l’échauffement est une précaution cardio-pulmonaire et une mobilisation articulo-musculaire par laquelle un sportif tente de se mettre dans les meilleures conditions personnelles de réussite d'une séance du sport concerné, notamment l'absence de blessures. Il peut prendre une infinité de formes en fonction de la discipline, des buts et enjeux de la pratique, du pratiquant lui-même.

## Avantages
Le but de l’échauffement est de préparer l’organisme à l’effort, en élevant progressivement le niveau des sollicitations. Il en résulte divers changements biologiques et psychologiques.  
L'échauffement permet l'amélioration des possibilités organiques : 
- augmentation de la température corporelle (qui peut dépasser 38,5 °C pour un adulte) ;
- augmentation du débit sanguin et de l’irrigation musculaire (vitesse de transport du sang dans les muscles, donc de l’apport d’oxygène et d’évacuation du gaz carbonique) ; augmentation de la ventilation pulmonaire et meilleure utilisation de l’oxygène (transport et diffusion tissulaire) ;
- augmentation de la vitesse de contraction musculaire et des niveaux de puissance (Lullies, en 1973, établit qu'une augmentation de la température de 1 °C correspond à un gain de vitesse des réactions cellulaires de 13 % !) ;
- baisse de la viscosité de la synovie (diminution des frottements articulaires et musculaires) et augmentation de l’élasticité musculaire (muscles plus souples, évite élongations et déchirures).

L'échauffement permet aussi d'améliorer la motricité corporelle  :
- meilleure transmission de l’influx nerveux ;
- augmentation de la sensibilité proprioceptive ;
- économie d'énergie ;
- adaptation des actions motrices (évite entorses et effets de cisaillement).

Enfin, les capacités psychiques et cognitives (attention et concentration, prise d’informations, sélections et choix des informations…) sont également développées.
Grâce à l'échauffement, le sportif prévient ainsi les dommages corporels (protéger les muscles et les articulations).

## Préalables
L'élaboration d’un échauffement par l’entraîneur, ou l’athlète lui-même, revient à se poser des questions de base telles que les suivantes :
1. Quel est l’objet de l’échauffement et de ce qui va le suivre ? (intention générale et public concerné). Par conséquent quelle sera la durée de celui-ci ?
2. Quels sont les principes méthodologiques à suivre ?
3. Quelle doit-être sa structure ?
4. Quels contenus peut-on y mettre ? (exercices à valoriser)
5. Indicateurs d’échauffement.

Un échauffement est adapté au public et à la discipline.
Le pratiquant lui-même ou l’entraîneur utilisera des procédés en rapport avec le type de spécialité sportive. Si par exemple, le thème de séance est centré sur la maîtrise des déplacements, l’échauffement peut comporter un travail des appuis plantaires, afin de permettre aux réflexes d’équilibration (proprioceptifs) de jouer leur fonction rapidement. L'échauffement doit durer de 15  à   45 minutes, selon :
- la durée de l'effort prévu ;
- la météorologie : plus il fait froid, plus l'échauffement doit être long ;
- le moment de la journée : le matin l'échauffement doit être plus long.

## Facteurs corporels
La qualité d'un échauffement dépend de quatre facteurs au plan physiologique :
1. Fabriquer réellement de la chaleur : la température du corps ne s’élève que si la puissance musculaire fournie dépasse 50 W. L’intensité doit donc être suffisamment élevée. Le niveau de sudation, très variable d’une personne à l’autre, n’est pas un indice suffisant d’un bon échauffement. La fréquence cardiaque, plus significative, devrait être maintenue entre 140  et   160 battements cardiaque par minute (Bramford, en 1985, préconise une FC proche de 140 bpm, alors que Francks, en 1991, propose une intensité comprise entre 60 % et 80 % de la capacité normale).
2. Conserver la chaleur : le refroidissement du corps s’opère notamment par rayonnement thermique (le corps rayonne des infrarouges) et par évaporation (la transpiration).
3. S’échauffer progressivement : sans arriver à l'épuisement (en conservant « l’état de fraîcheur »), l’enchaînement des exercices doit permettre une augmentation progressive de l’intensité jusqu’au début de la séance.
4. Alterner le travail : il est déterminant, tant sur le plan physique que psychologique, d’alterner les exercices, de mettre de la variété dans son échauffement, de mêler des exercices sollicitant le système cardiorespiratoire et des exercices des différents groupes musculaires et articulations, exercices globaux et analytiques.

## Efficacité
L'évaluation de son efficacité reste essentiellement empirique. Les preuves scientifiques, dans la prévention du risque traumatique, sont faibles ou concernent des sports particuliers. Même dans ce dernier cas, il n'est pas clair si le bénéfice est dû à l'échauffement lui-même ou au type de ce dernier.   